# Вангел Стоянов
Вангел Стоянов, наречен Житошанец, е български общественик от Македония.

## Биография
Вангел Стоянов е роден в Крушево, тогава в Османската империя, днес Северна Македония. Емигрира в България в 1922 година. Застава начело на Македонския младежки съюз в Белово, където също така полага основните на благотворителното дружество „Питу Гули“.